# Körper und Seele
Körper und Seele (Originaltitel: Testről és lélekről, englischsprachiger Festivaltitel: On Body and Soul) ist ein ungarischer Spielfilm von Ildikó Enyedi aus dem Jahr 2017. Das nüchtern erzählte Melodram, für das Enyedi auch das Drehbuch schrieb, spielt in einem Schlachthof und handelt von zwei Außenseitern, die eine außergewöhnliche Form der Seelenverwandtschaft entdecken – sie begegnen einander in ihren Träumen.
Nach jahrzehntelangen Rückschlägen feierte Enyedi mit Körper und Seele ein vielbeachtetes internationales Comeback. Auf die Auszeichnung mit dem Goldenen Bären bei der Berlinale 2017 folgten unter anderem die Nominierung als Bester fremdsprachiger Film bei der Oscarverleihung 2018 und der Europäische Filmpreis 2017 für die Beste Darstellerin, der Alexandra Borbély für ihr Porträt einer autistischen jungen Frau zuerkannt wurde.

## Handlung
In einem Budapester Schlachthof wird eine Qualitätskontrolleurin neu eingestellt, Mária. Ihr obliegt die Entscheidung, das Fleisch der getöteten Rinder zu klassifizieren. Dass sie vieles als B-Ware einstuft, was die Belegschaft als erstklassig ansieht, erregt deren Unwillen. Die Kunde davon dringt auch zum Finanzdirektor Endre, einem schon etwas älteren Mann mit einem körperlichen Handicap: sein linker Arm ist gelähmt, seine linke Hand verkrüppelt. Endre, der sich selbst seit Jahren schon in seinem Büro abkapselt, war die extrem scheue, blasse junge Frau bereits aufgefallen. Als er sie zur Rede stellt, sagt sie ihm, das Fleisch hätte „im Durchschnitt zwei bis drei Millimeter“ mehr Fett enthalten, als die Norm vorschreibe.
Ein kurioser Kriminalfall ruft die Polizei auf den Plan. Bei einem 50-jährigen Abituriententreffen war es zu einer Sexorgie gekommen – durch ein aus ihrem Schlachthof gestohlenes und heimlich verabreichtes Potenzmittel für Rinderbullen. Auf Empfehlung der Ermittler unterziehen sich die Mitarbeiter einer Befragung durch eine Psychologin. Sie erkundet anhand eines standardisierten Fragenkatalogs deren Sexualverhalten. Als sie von Mária wissen will, was sie in der Nacht zuvor geträumt hat, hört sie von ihr eine Erzählung, die bis ins Detail der von Endre gleicht. Darin begegnen sich die beiden, als Hirsch und Hirschkuh, in einem verschneiten Wald an einem Bach; nur ihre Nasen hätten sich bei der Suche nach Futter berührt, gepaart hätten sie sich nicht. Verärgert bestellt die Psychologin beide noch einmal gemeinsam ein und wirft ihnen vor, sie hätten sich abgesprochen. Das weisen sie von sich.
Offenbar sagen sie die Wahrheit. Zugleich aber ist ihre Neugier geweckt. Wiederholen sich ihre gemeinsamen Träume? Um ganz sicherzugehen, dass keiner schummelt, schreiben sie sie eines Morgens getrennt voneinander auf – sie stimmen erneut überein. Nachdem Mária sich ein Handy gekauft hat, rufen sie sich abends an, um zur gleichen Zeit ins Bett zu gehen. Der Versuch, in einem Zimmer nebeneinander liegend in den Schlaf zu finden, schlägt allerdings fehl. Endre gelingt es, Mária zum Bleiben zu bewegen, und bringt ihr das Kartenspielen bei. Im Pokern von ihr besiegt, will er genau wissen warum, worauf sie ihn mit ihrem phänomenalen Gedächtnis verblüfft; auch an alle seine Sätze könne sie sich erinnern, behauptet sie, gibt ein paar Kostproben ab und fragt ihn, ob er alle hören wolle; er wehrt ab und will ihr beschwichtigend die Hand auf den Arm legen, da zuckt sie heftig zurück und erstarrt.
In den Tagen danach weichen sie einander aus. Endre verfällt in seinen alten Trott, igelt sich wieder in seiner Singlewohnung ein und hat einen One-Night-Stand mit einer früheren Geliebten. Mária ihrerseits tut alles, um sich ihrer Handicaps zu entledigen: ihrer Angst vor Berührung und ihrer völligen Unerfahrenheit in körperlicher Liebe. Sie sucht ihren Therapeuten aus Kindertagen wieder auf, bringt einen halben Tag zu auf der Suche nach einer CD mit Liebesmusik, schaut Pornos, beäugt Paare in einem Park, legt ihre Hände auf noch lebende Schlachtrinder und geht mit einem Stofftier ins Bett ... Als sie glaubt, für die gewünschte Intimität mit Endre bereit zu sein, fragt sie ihn an der Essenausgabe, ob sie die Nacht bei ihm verbringen könne. Er lehnt ab und erklärt ihre Beziehung für beendet. Den Schock darüber lässt sich Mária nicht anmerken.
Am Abend schneidet sie sich, in der Badewanne liegend, eine Pulsader auf. Als Minuten später ihr Handy klingelt, springt sie auf – nur Endre kennt ihre Nummer. Nach ein paar Verlegenheitsfloskeln und -pausen, die von seiner völligen Ahnungslosigkeit zeugen („Was machen Sie Schönes?“), scheint das Gespräch zu versiegen, bis es plötzlich aus ihm herausbricht, dass er „sterbe“, so sehr liebe er sie. Mit gleicher Entschiedenheit erwidert sie sein Liebesgeständnis. Sie müsse nur noch „etwas erledigen“, bevor sie zu ihm könne. Geschickt legt sie eine blutstillende Bandage an, lässt sie in einem Krankenhaus professionell erneuern, stiehlt sich davon und eilt zu Endre. Auf den Liebesakt mit ihm kann sie sich nun einlassen. Erschöpft schlafen beide ein. Beim gemeinsamen Frühstück in gelöster Atmosphäre lacht Mária zum ersten Mal befreit auf. „Was haben wir eigentlich geträumt letzte Nacht?“, fragt Endre. Nichts, stellen beide überrascht fest.

## Protagonisten
Mária und Endre sind beide Einzelgänger und auf unterschiedliche Weise einsam (geworden). Beide sind auch „Versehrte“. Endres Handicap ist klar eingegrenzt und erkennbar: sein gelähmter linker Arm. Wann und wie es dazu gekommen ist, bleibt offen; klar ist, es schränkt ihn ein, aber es isoliert ihn nicht; er ist beruflich erfolgreich und respektiert, ist Vater (einer längst erwachsenen Tochter) und hatte zahlreiche Liebschaften; nichts deutet auf einen ursächlichen Zusammenhang zwischen seinem Handicap und seinem Rückzug in die Einsamkeit hin. Es war sein vom Leben enttäuschter, überdrüssiger Geist, der diese Entscheidung vor Jahren getroffen hat; Körper und Seele setzen sich dagegen zaghaft zur Wehr.
Márias „Versehrtheit“ ist anderer Natur. Sie ist umfassender und unspezifischer – und dadurch für Andere weniger als solche erkennbar. Sie leidet am Asperger-Syndrom, einer Form des Autismus. Ihr Verhalten wird bestenfalls als „anders“ wahrgenommen, in der Regel aber als hochmütig und unnahbar; im Schlachthof nennt man sie „Frau Doktor“ oder „Schneekönigin“. Mária bemerkt alles und merkt sich alles, wirkt steif und gefühlsarm und scheint unfähig zur Lüge, was man von ihr in der ein oder anderen Situation, wie zum Beispiel bei der Taxierung der Fleischqualität, ganz selbstverständlich erwartet. Die daraus folgende soziale Ausgrenzung scheint sie nicht zu stören, Unordnung hingegen sehr. 
Auch Liebe bedeutet für sie Unordnung. Wahrscheinlich hat sie deshalb in ihrem Leben bisher noch keine Rolle gespielt. Im Vergleich mit Endre heißt das: „Mit dem, was er schon hinter sich zu haben glaubt, hat sie noch nicht einmal angefangen.“ Offenbar haben weder ihr Geist noch ihr Körper bis dahin nach Liebe verlangt. Einzig ihre Seele signalisiert ihr nun ein Bedürfnis nach Zweisamkeit, in Gestalt der Träume, an deren Bedeutung sie verständlicherweise erst glaubt, als sie erfährt, dass ein Zweiter sie auch träumt. An diesem Glauben hält sie stärker fest als Endre. Das scheint auch nötig, denn sie braucht weitaus mehr Mut als er, um das Schneckenhaus ihrer Einsamkeit zu verlassen.

## Titel und Thema
„Zwei Seelen, die in einander noch fremden Körpern wohnen, berühren sich“, paraphrasiert Katja Nicodemus den Filmtitel, und fährt fort: „Das Erschütternde dieser Berührung erzählt Enyedi mit der Tiefe einer Philosophin und dem Eigensinn der Künstlerin.“ Vom Titel solle man sich nicht in die „esoterische Irre“ führen lassen, meint sie und zeigt sich beeindruckt davon, welche Nuancen die beiden Hauptdarsteller, Alexandra Borbély und Géza Morcsányi, dem Bewusstwerden ihrer Liebe abgewinnen: „Wunderbar, wie die beiden überrascht, entgeistert, überfordert sind von einem Empfindungsdialog, den sie längst führen, ohne davon zu wissen.“
„Zur Liebe in einem umfassenden Sinne gehört natürlich auch der Respekt vor der Kreatur“, hält Nicodemus abschließend fest, und lenkt damit die Aufmerksamkeit zurück auf den Anfang des Films. Noch bevor die Kamera ein menschliches Antlitz ins Bild rückt, fängt sie den Blick von Tieren ein: zunächst den der beiden Hirsche in dem stillen winterlichen Wald, dann den einer mit ihren Artgenossen eingepferchten, den Tod erwartenden Kuh. „So kann der würdevolle Umgang der Kamera mit einer Kuh bedeuten, ihr in einem bestimmten Moment ihres bald endenden Lebens fest ins Auge zu blicken.“

## Stil
Die zu Beginn des Films dominierende Tierwelt wird stilistisch nahezu gegensätzlich in Szene gesetzt. Auf der einen Seite zwei Wildtiere, männlich und weiblich, die sich entspannt im Freiraum ihrer natürlichen Umgebung bewegen – auf der anderen eine Masse domestizierter Tiere, die, in ein Metallgatter gedrängt, auf engstem Raum in ihrem Dreck ausharren müssen: Reinheit kontrastiert mit Schmutz, Anziehendes mit Abstoßendem, Poesie mit Naturalismus, Märchenhaftes mit Dokumentarischem. Die surreal anmutenden Aufnahmen mit den Hirschen (von denen der Zuschauer zunächst nicht weiß, dass es sich um Traumbilder handelt) sind in einem „sehr realistischen Wald mit ganz realistischen Tieren“ gedreht worden, die Szenen mit dem Schlachtvieh in einem echten Schlachthof, wo sich Enyedi eine Woche lang mit ihrem Team aufhielt.
Abgesehen von der „fantastischen Behauptung“, dass zwei Menschen mehrmals dasselbe träumen, wird all das, was im Film zwischenmenschlich geschieht, weitgehend realistisch dargestellt. Aber auch hier fällt ein stilistischer Kontrast ins Auge: den „melancholischen Grundton“ der Geschichte durchzieht „leise Komik“. Zum einen kommt sie in zahlreichen Miniaturszenen mit Nebenfiguren zum Tragen; so ist es ausgerechnet die Putzfrau, die Mária darin unterweist, wie sie ihr weibliches Auftreten verbessern kann. Auch die Protagonisten selbst tragen dazu bei: Endre durch seinen lakonischen Witz, Mária durch ungewollte Komik, die ihr regelmäßig dadurch unterläuft, dass sie als Autistin nicht fühlt, was „sich ziemt“, und so immer wieder in Fettnäpfchen tritt – Fehltritte allerdings, die stets so dargestellt werden, dass allenfalls ihre Mitmenschen sich darüber mokieren, aber kein Zuschauer mit einem Mindestmaß an Empathie.

## Einordnung
1989 betrat Enyedi in Cannes das internationale Rampenlicht – und errang mit Mein 20. Jahrhundert die Goldene Kamera für den besten Debütfilm. Körper und Seele hat mit ihrem Erstling einiges gemeinsam, unter anderem den essayistisch klingenden Titel und einen ähnlich angelegten, wenngleich gegenläufigen Plot: hier zwei Menschen, die auf wunderbare Weise zusammenkommen, dort zwei Zwillingsschwestern, die auf geheimnisvolle Weise getrennt werden. Die Werke, die Enyedi zwischen diesen beiden Erfolgsfilmen geschaffen hat, sind außerhalb ihrer ungarischen Heimat kaum bekannt geworden. Ihre knapp drei Jahrzehnte währende Durststrecke bezeichnet die Regisseurin selbst als „bittere Zeit“. Umso verblüffender, findet Bert Rebhandl, wie souverän sie mit Körper und Seele ins Feld des Weltkinos zurückgekehrt sei.

## Hintergrund
Bei der „Liebesmusik“, die Mária auf Empfehlung der Verkäuferin im Musikladen kauft und die sie auch später bei ihrem Selbstmordversuch einsetzt, handelt es sich um den Song What He Wrote aus dem 2010 veröffentlichten Album I Speak Because I Can der britischen Sängerin Laura Marling.

## Rezeption
Nach der Berlinale-Premiere wurde Körper und Seele von der internationalen Fachkritik gemischt aufgenommen und nicht als Mitfavorit auf den Hauptpreis gehandelt. Der Film schnitt im internationalen Kritikenspiegel der britischen Fachzeitschrift Screen International von allen Wettbewerbsfilmen gemeinsam mit Colo von Teresa Villaverde und Félicité von Alain Gomis am siebtbesten ab (jeweils 2,7 von vier möglichen Sternen), während Die andere Seite der Hoffnung von Aki Kaurismäki die Rangliste mit 3,7 Sternen anführte. Zu den positiven Berlinale-Pressestimmen gehörte Katja Nicodemus (Die Zeit), die Enyedis Regiearbeit als einen der eindrücklichsten Filme des Festivals lobte und als ein wundersames „Filmgebilde“ beschrieb. Körper und Seele sei einer von vielen Wettbewerbsbeiträgen, „um das fundamentale Unvermögen der Sprache vorzuführen“. Der Film zeige die „Diskrepanz zwischen der Sehnsucht und ihrem Ausdruck“. Nicodemus nannte die beiden Liebenden in ihrem Verhalten autistisch. Der Film handle letztlich „vom Kino selbst: von Empfindungen, Sehnsüchten, Fantasien, die in Körpern eingesperrt sind und nur durch Bilder das Licht der Welt erblicken können“.
Die deutschsprachige Feuilletonkritik, die den Kinostart von Körper und Seele im Herbst 2017 begleitete, beließ es nicht bei der Feststellung, dass der Film den Goldenen Bären „deutlich zu Recht bekommen“ habe. Christina Tilmann (Neue Zürcher Zeitung) sah in ihm den „ungewöhnlichsten Film des Jahres“; er erzähle eine Liebesgeschichte, „wie man sie noch nie gesehen hat und nie wieder vergessen wird“. Fast gleichlautend äußerten sich Katja Nicodemus und Martina Knoben (Süddeutsche Zeitung). Auch weil Enyedi „Tiere als handelnde und fühlende Subjekte“ zeige, so Knoben weiter, erscheine der Schlachthof als „unerwartet passender Schauplatz für die Liebesgeschichte verletzlicher Menschen“. Nicht zuletzt habe die Regisseurin aber auch die Chance genutzt, an diesem Handlungsort „wie nebenbei“ kleine Sozialstudien in Szene zu setzen, worin sie die Menschen beobachte, wie sie „ihren Alltag meistern, wie sie Smalltalk machen, in der Kantine oder beim Kaffeetrinken, sich dabei verbrüdern, andere dagegen ausschließen“.
Nach den ersten Vorführungen in Ungarn gab Enyedi an, dass Eltern autistischer Kinder sich bei ihr für den Film bedankt hätten, weil er Mária so zeige, wie sie selbst ihre Kinder sähen: „Zuallererst mal als wunderbare menschliche Wesen, die zufällig nebenbei auch das Asperger-Syndrom tragen, also autistisch sind“, so die Regisseurin.

## Auszeichnungen
- 2017

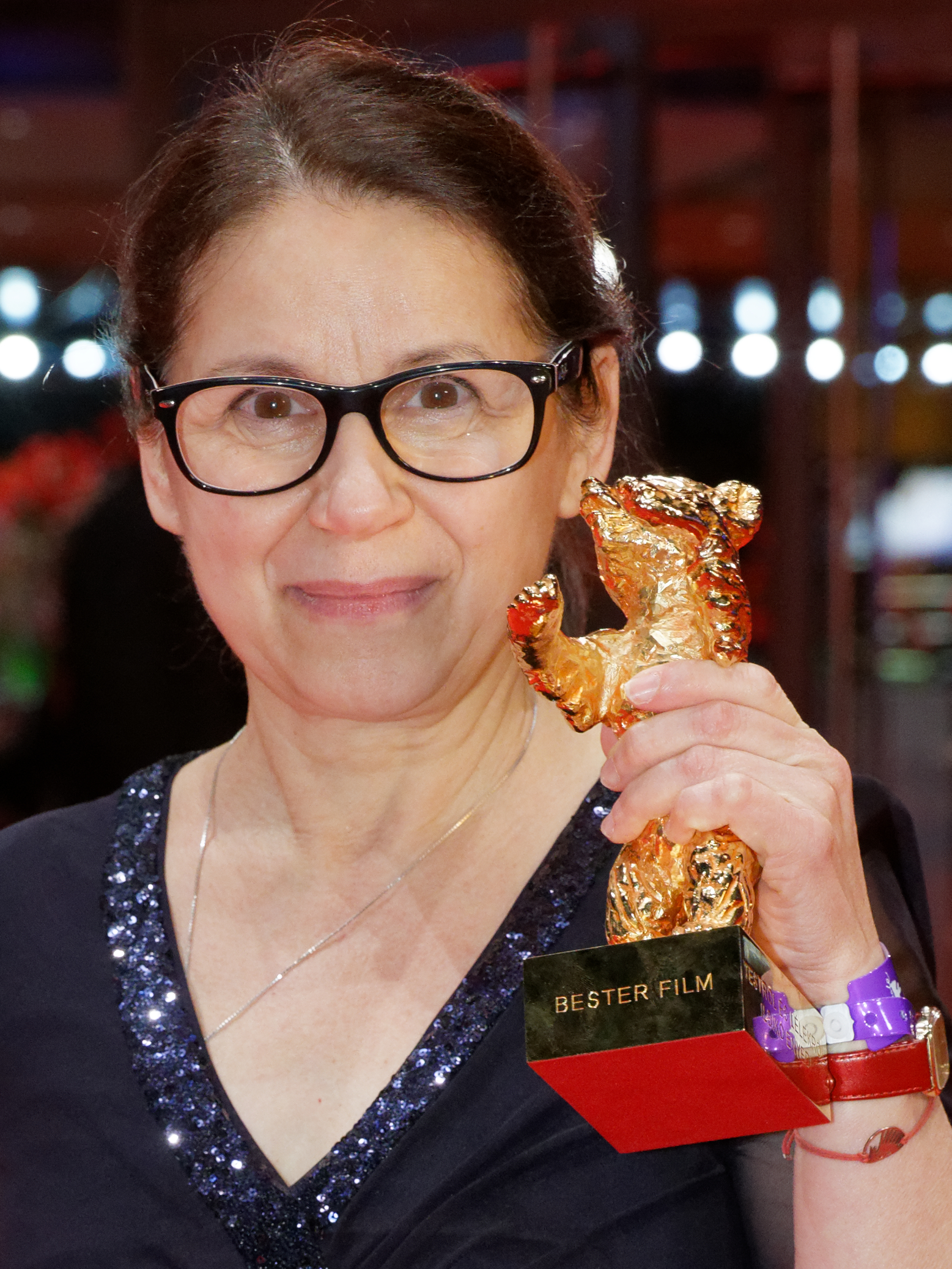
Ildikó Enyedi mit der gewonnenen Berlinale-Preistrophäe für Körper und Seele

  - Berlinale: Auszeichnung mit dem Goldenen Bären, dem FIPRESCI-Preis, dem Preis der Ökumenischen Jury und dem Leserpreis der Berliner Morgenpost (Ildikó Enyedi)
  - Europäischer Filmpreis: Auszeichnung als  Beste Darstellerin (Alexandra Borbély) und Nominierungen als Bester Film sowie für die Beste Regie und das Beste Drehbuch (jeweils Enyedi)

- 2018
  - Palm Springs International Film Festival: Nominierung für den FIPRESCI-Preis (Enyedi)
  - Ungarischer Filmpreis: Auszeichnung als Bester Film, für die Beste Regie und das Beste Drehbuch (jeweils Enyedi) sowie für die Beste Hauptdarstellerin (Borbély) und die Beste Nebendarstellerin (Réka Tenki)
  - Filmfestival Portland: Auszeichnung mit dem Publikumspreis (Enyedi)
  - American Society of Cinematographers: Nominierung für den Preis für die beste Kameraarbeit – Kinofilm (Máté Herbai)
  - Oscarverleihung: Nominierung als Bester fremdsprachiger Film (Ungarn)
  - Internationales Filmfestival Sofia: Auszeichnung als Bester Film
  - Internationales Filmfestival Haifa: Nominierung als Bester internationaler Film
  - Internationales Filmfestival Mumbai: Nominierung für den Publikumspreis (Enyedi)

## Lehrmaterial
- Astrid Weber: Körper und Seele. Arbeitshilfe. Katholisches Filmwerk GmbH, 2018. (Exzellent aufbereitete Materialsammlung mit Analysen und einer Vielzahl von Anregungen samt Arbeitsblättern, Screenshots usw.)